# 李繕
李缮（?—?），唐朝皇子，本名李况，是唐顺宗李诵的第十六子，生母不详。
生年没有记载，当在长兄唐宪宗出生的778年之后。贞元四年（788年），李缮被祖父唐德宗封为洛交郡王，授卫尉卿。贞元二十一年（805年），李缮被父亲唐顺宗封为珍王，李缮去世之年不详。